# 布魯南河
在托爾金小說的中土大陸，布魯南河（Bruinen）或喧水河（Loudwater）是一条虛構河流。布魯南河是狂吼河（Mitheithel）的主要支流，全長215哩。
布魯南河是由迷霧山脈的兩條支流組成，其中一條發源於最高隘口。
布魯南河是亞爾諾的南部邊界，其後成為魯道爾的領土，布魯南河以南是伊瑞詹。
布魯南河流經愛隆建立的瑞文戴爾。只有接近瑞文戴爾的一個渡口能夠橫越布魯南河。
當索林·橡木盾及其伙伴奪回孤山的旅程中，他們在遭遇食人妖（Trolls）後渡過布魯南河，抵達瑞文戴爾。
魔戒聖戰（War of the Ring）初期，佛羅多·巴金斯在接近布魯南河的地方被帶上葛羅芬戴爾（Glorfindel）的馬上。在渡口，佛羅多遭致命打擊，他在渡口上挑釁安格馬巫王（Witch-king of Angmar），引誘戒靈走進布魯南河，愛隆及甘道夫施法，引起洪水。洪水殺死了戒靈的坐騎及肉體。